# Entoplocamia aristulata
Entoplocamia aristulata är en gräsart som först beskrevs av Eduard Hackel och Alfred Barton Rendle, och fick sitt nu gällande namn av Otto Stapf. Entoplocamia aristulata ingår i släktet Entoplocamia och familjen gräs. Inga underarter finns listade i Catalogue of Life.